# Cygnus (género)
Cygnus es un género de aves anseriformes de la familia Anatidae conocidas como cisnes. Son aves acuáticas de gran tamaño. Los cisnes se emparejan de por vida. El número de huevos que ponen varía entre ejemplares y especies. 
La mayoría de las especies de cisne son blancas, aunque en Australia existe una especie de cisne negro, cuyo plumaje es color negro y suele tener manchas blancas bajo las alas, además su pico es rojo. El cisne negro es el emblema oficial estatal de Australia Occidental. En el cono sur existe el cisne de cuello negro.

## Descripción

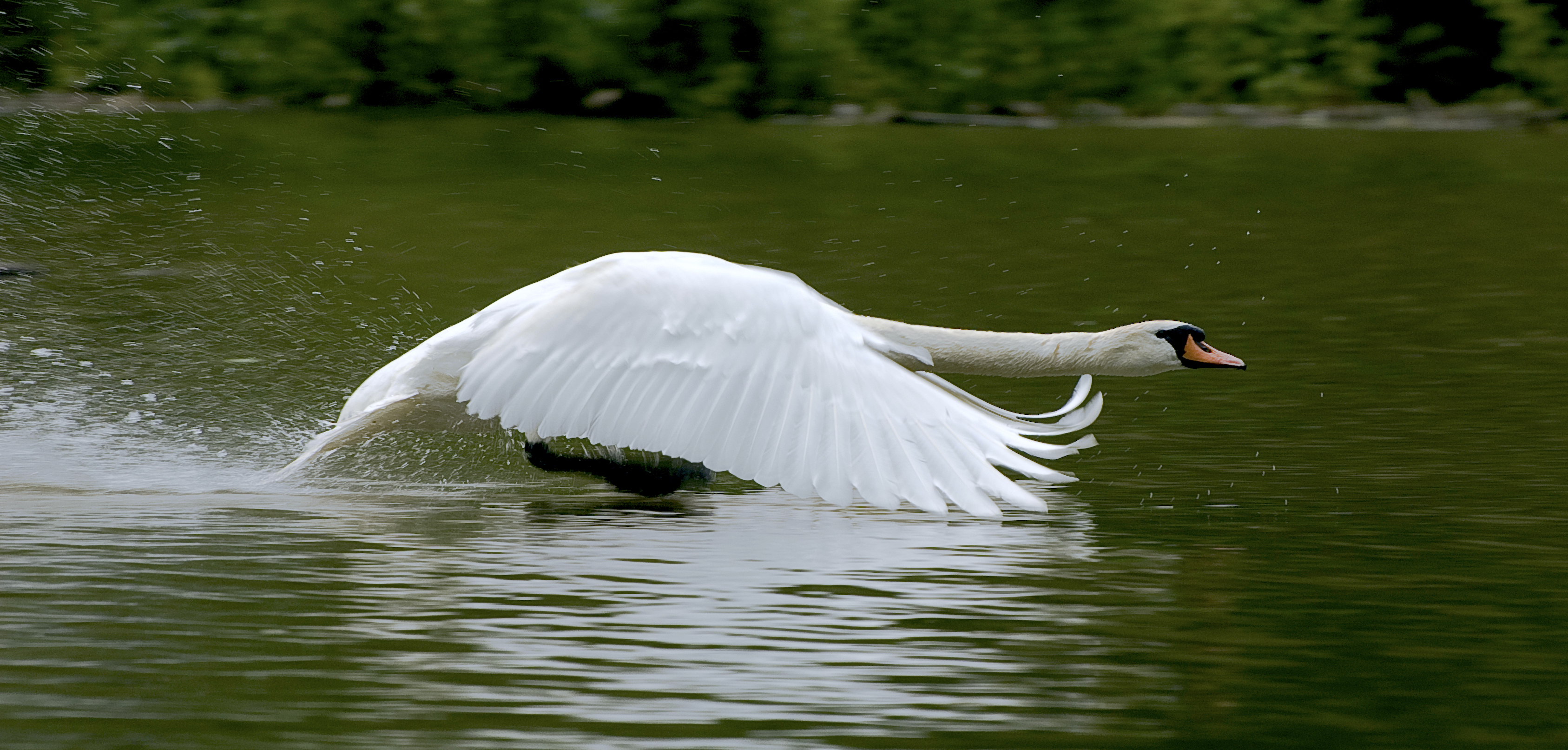
Cisne vulgar aterrizando en el agua. Debido al tamaño y al peso de la mayoría de los cisnes, se necesitan grandes extensiones de tierra o de agua para poder despegar y aterrizar con éxito.

Los cisnes son los miembros más grandes de la familia de las aves acuáticas Anatidae, y se encuentran entre las mayores aves voladoras. Las especies vivas más grandes, como el cisne vulgar, el cisne trompetero y el cisne cantor, pueden alcanzar una longitud de más de 1,5 m y pesar más de 15 kg. La envergadura de sus alas puede superar los 3,1 m (10,2 pies). En comparación con los gansos, estrechamente relacionados, son mucho más grandes y tienen las patas y el cuello proporcionalmente más grandes. Los adultos también tienen un parche de piel sin plumas entre los ojos y el pico. Los sexos son iguales en plumaje, pero los machos suelen ser más grandes y pesados que las hembras.  La especie de cisne más grande de la historia fue el extinto Cygnus falconeri, un cisne gigante no volador conocido por los fósiles encontrados en las islas Mediterráneo de Malta y Sicilia. Se cree que su desaparición se debió a fluctuaciones climáticas extremas o a la llegada de depredadores y competidores superiores.
Las especies de cisnes del hemisferio norte tienen un plumaje blanco puro, pero las del hemisferio sur tienen una mezcla de blanco y negro. El cisne negro australiano (Cygnus atratus) es completamente negro excepto por las plumas de vuelo blancas de sus alas; los polluelos de los cisnes negros son de color gris claro. El cisne de cuello negro sudamericano tiene el cuerpo blanco con el cuello negro.
Las patas de los cisnes son normalmente de un color gris negruzco oscuro, excepto en el caso del cisne sudamericano de cuello negro, que tiene las patas rosadas. El color del pico varía: las cuatro especies subárticas tienen el pico negro con cantidades variables de amarillo, y todas las demás tienen un patrón rojo y negro. Aunque las aves no tienen dientes, los cisnes, al igual que otras Anatidae, tienen picos con bordes dentados que parecen pequeños "dientes" dentados como parte de sus picos utilizados para atrapar y comer plantas acuáticas y algas, pero también moluscos, peces pequeños, ranas y gusanos. En el cisne vulgar y en el cisne de cuello negro, ambos sexos tienen una protuberancia carnosa en la base del pico en la mandíbula superior, conocida como perilla, que es más grande en los machos, y depende de la condición, cambiando estacionalmente.

## Distribución y desplazamientos

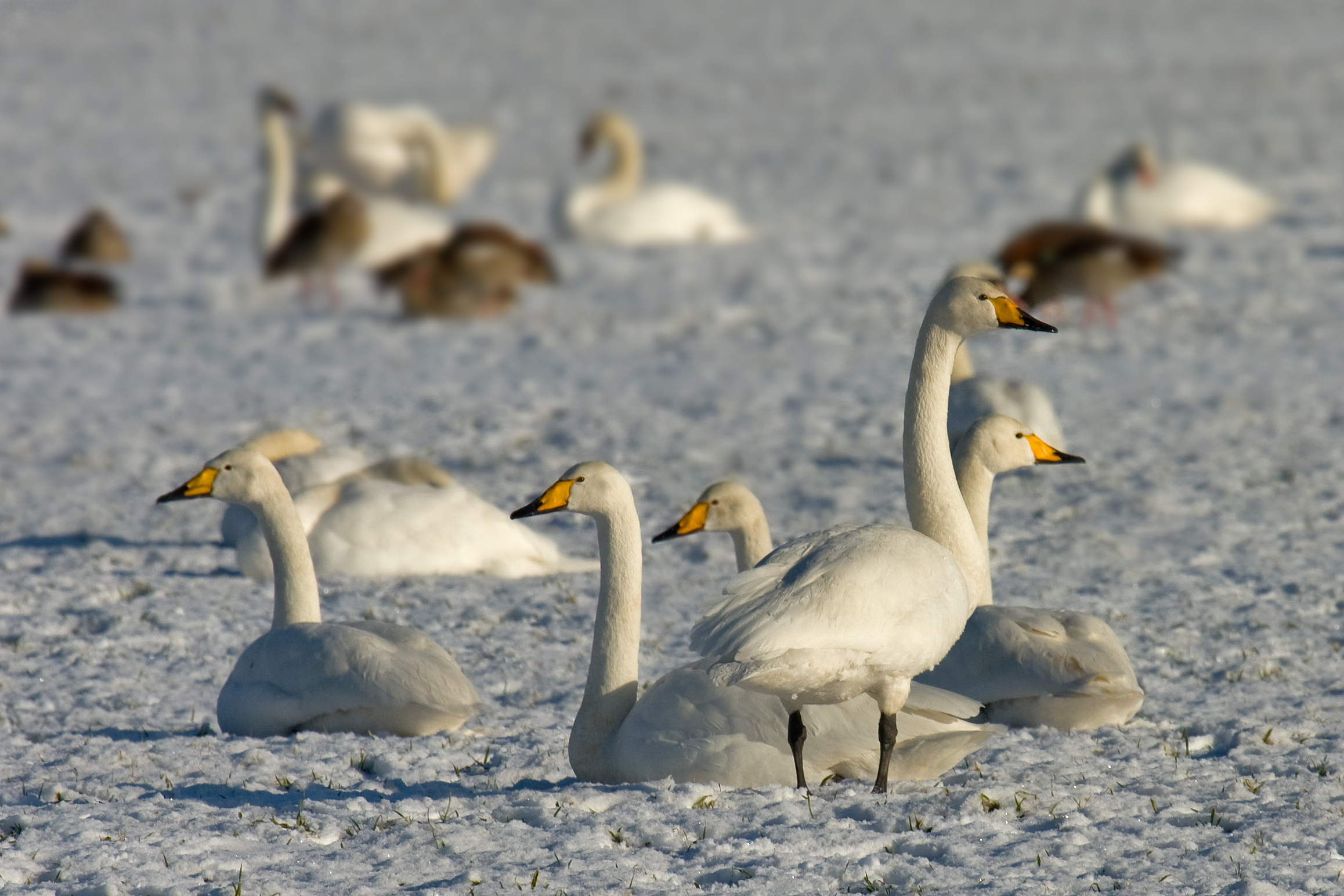
Los cisnes cantores migran desde Islandia, Groenlandia, Escandinavia y el norte de Rusia hasta Europa, Asia Central, China y Japón.

Los cisnes se encuentran generalmente en ambientes templados, y raramente en los trópicos. Un grupo de cisnes se denomina bandada o cuña en vuelo. Cuatro (o cinco) especies se dan en el Hemisferio Norte, una especie se encuentra en Australia, una especie extinta se encontraba en Nueva Zelanda y las Islas Chatham, y una especie se distribuye en el sur de Sudamérica. Están ausentes en Asia tropical, América Central, el norte de América del Sur y la totalidad de África. Una especie, el cisne vulgar, ha sido especie introducida en América del Norte, Australia y Nueva Zelanda.
Varias especies son migratorias, ya sea total o parcialmente. El cisne vulgar es un migrante parcial, ya que es residente en zonas de Europa occidental pero totalmente migratorio en Europa oriental y Asia. El cisne cantor y el cisne de la tundra son totalmente migratorios, y los cisnes trompeteros son casi totalmente migratorios. Hay algunas pruebas de que el cisne de cuello negro es migratorio en parte de su área de distribución, pero los estudios detallados no han establecido si estos movimientos son de migración de largo o corto alcance.

## Comportamiento

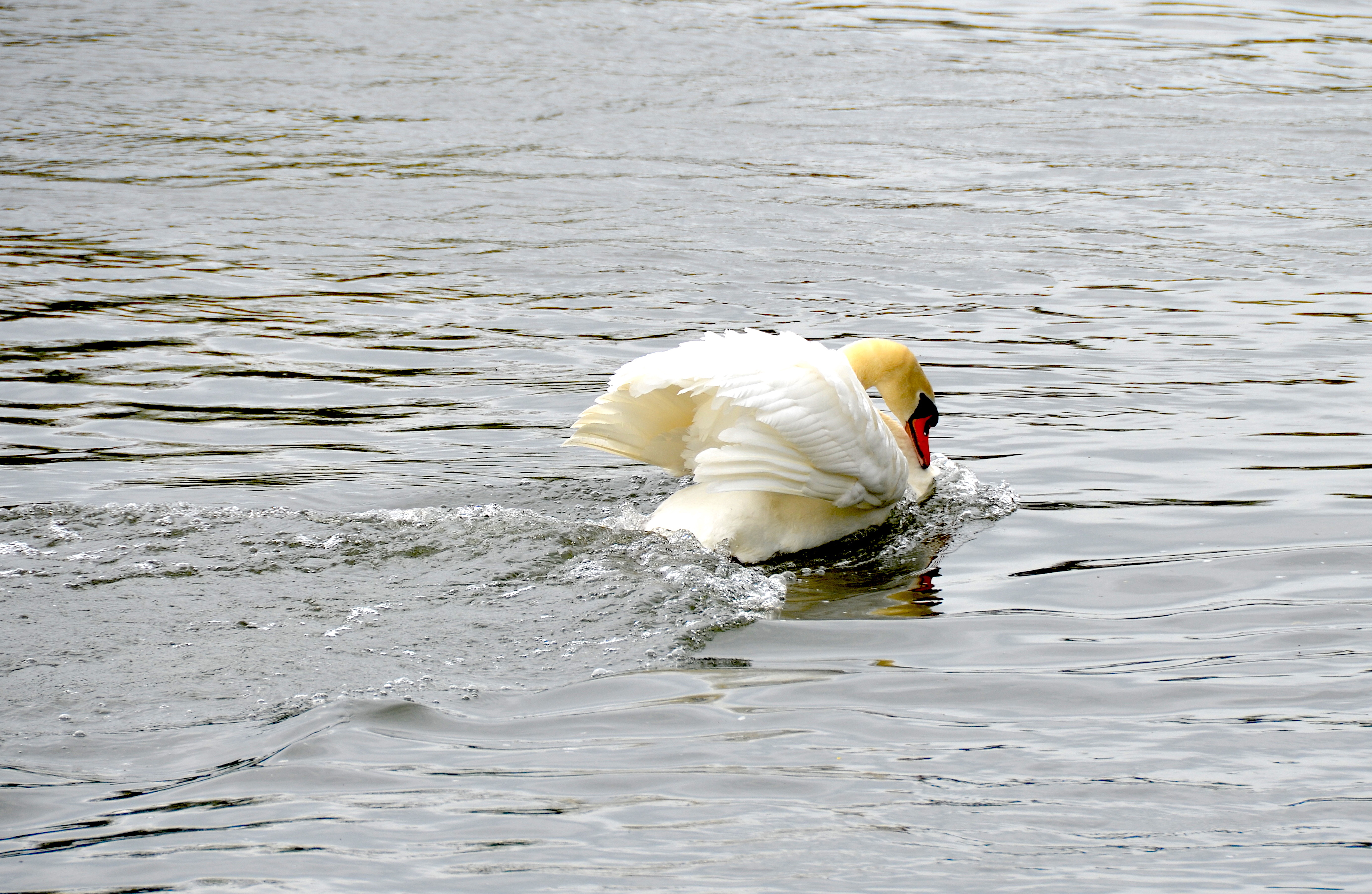
Cisne en cortejo en el Danubio.

Los cisnes se alimentan en el agua y en tierra. Son casi exclusivamente herbívoros, aunque pueden comer pequeñas cantidades de animales acuáticos. En el agua, el alimento lo obtienen remontando o chapoteando, y su dieta se compone de raíces, tubérculos, tallos y hojas de plantas acuáticas y sumergidas.

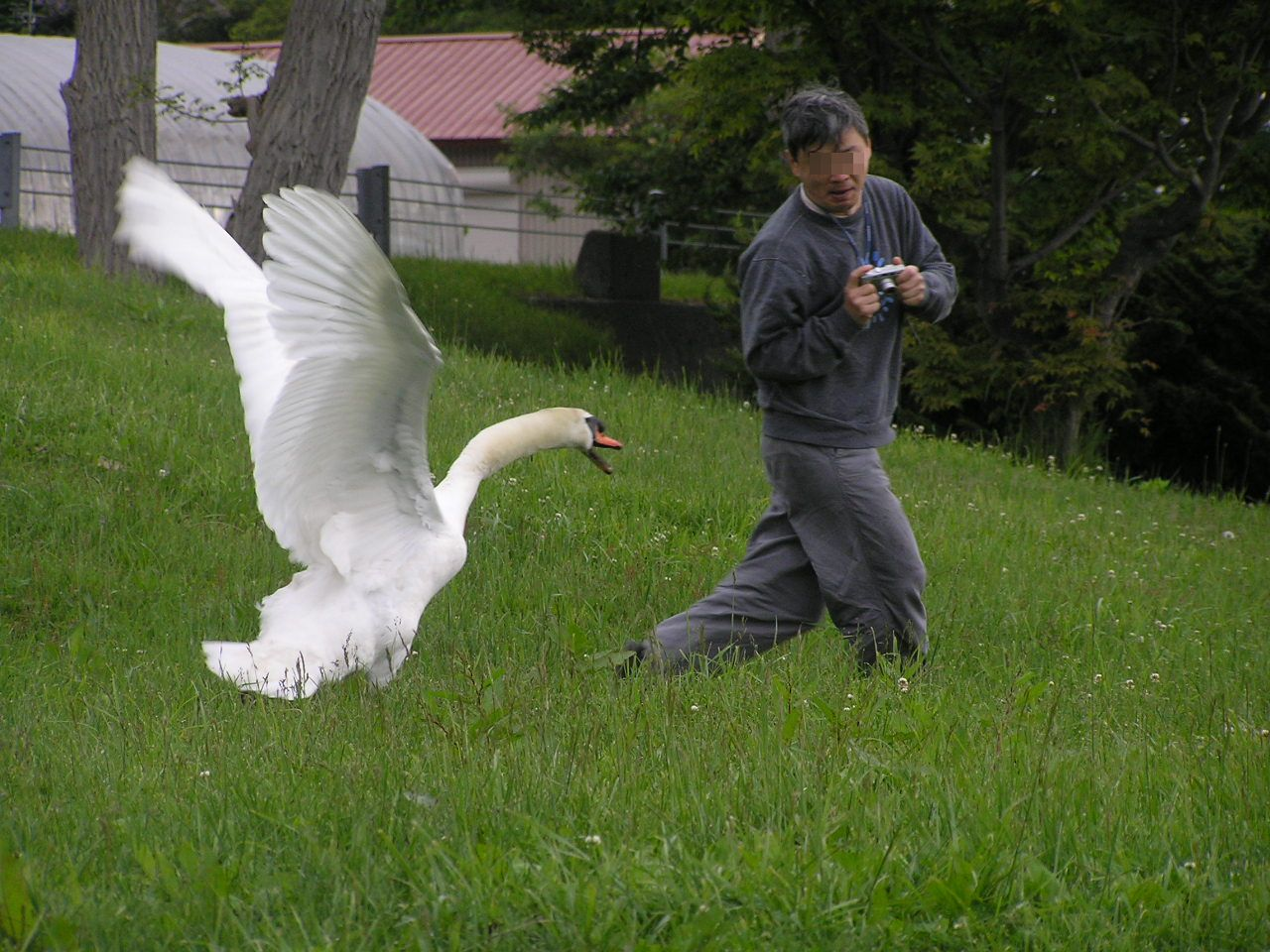
Un cisne mudo amenaza a un fotógrafo en Tōyako, Hokkaidō, Japón.

Los cisnes son famosos por emparejarse de por vida, y normalmente se unen incluso antes de alcanzar la madurez sexual.  Los cisnes trompeteros, por ejemplo, que pueden vivir hasta veinticuatro años y sólo empiezan a reproducirse desde los cuatro a siete años, forman parejas monógamas desde los veinte meses. El "divorcio", aunque poco frecuente, se produce; un estudio sobre cisnes vulgares muestra una tasa del 3% para las parejas que se reproducen con éxito y del 9% para las que no lo hacen. Los lazos de pareja se mantienen durante todo el año, incluso en especies gregarias y migratorias como el cisne de la tundra, que se congregan en grandes bandadas en las zonas de invernada. Los nidos de los cisnes están en el suelo cerca del agua y tienen un metro de ancho. A diferencia de muchos otros patos y gansos, el macho ayuda en la construcción del nido y también se turnará para incubar los huevos. Junto con los patos silbadores, los cisnes son los únicos anátidos que hacen esto. El tamaño medio de los huevos (para el cisne vulgar) es de 113×74 mm, con un peso de 340 g, en una puesta de cuatro a siete, y un periodo de incubación de entre treinta y cuatro a cuarenta y cinco días. Los cisnes son muy protectores de sus nidos. Atacan con saña cualquier cosa que perciban como una amenaza para sus polluelos, incluidos los humanos. Se sospecha que un hombre se ahogó en un ataque de este tipo. El comportamiento agresivo intraespecífico de los cisnes se muestra con más frecuencia que el comportamiento interespecífico para conseguir comida y refugio. La agresión con otras especies se muestra más en los cisnes de Bewick.

## Especies
- Cygnus columbianus - Cisne chico. Ártico Norte América, Europa y Asia, hibernan en el sur.
  - Cygnus columbianus columbianus - Cisne de la tundra. Alaska y Canadá, inverna en los Estados Unidos y México.
  - Cygnus columbianus bewickii - Cisne de Bewick. Siberia, inverna en las costas del mar del Norte, mar Caspio y mar Amarillo y Japón.
- Cygnus cygnus - Cisne cantor. Subártico Europa y Asia, inverna en el sur.
- Cygnus buccinator - Cisne trompetero. Subártico América del Norte, inverna en el sur.
- Cygnus olor -  Cisne vulgar, Europa templada y Asia, residente.
- Cygnus atratus - Cisne negro, Australia, residente o nómade.
- Cygnus sumnerensis - Cisne negro de Nueva Zelanda, posiblemente islas Chatham, residente. Extinguido en época prehistórica. En Nueva Zelanda se introdujo posteriormente el Cygnus atratus.
- Cygnus melancoryphus - Cisne cuellinegro, Sudeste de Sudamérica, inverna en el norte.

## Galería de imágenes

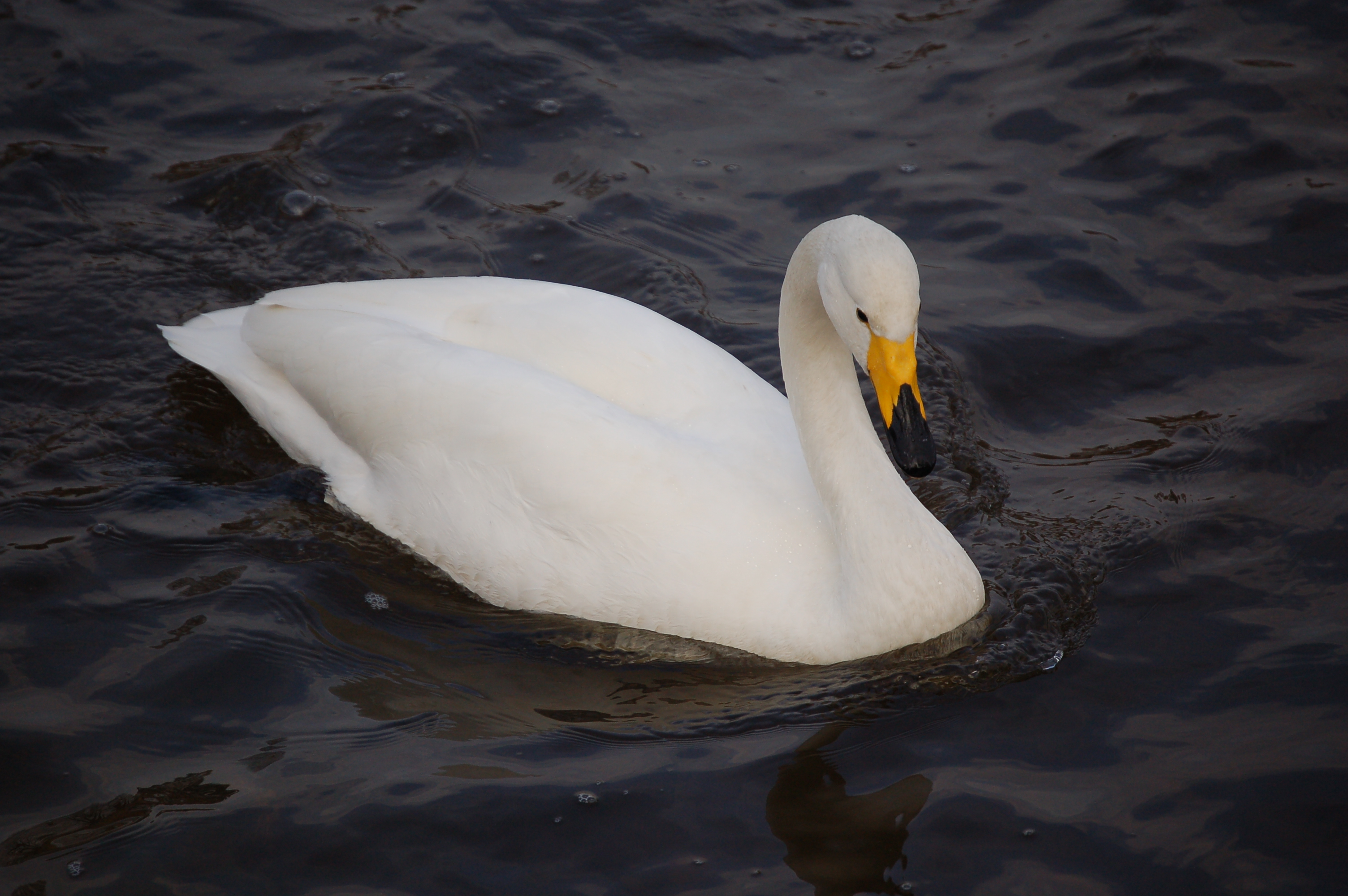
Cygnus cygnus, cisne cantor
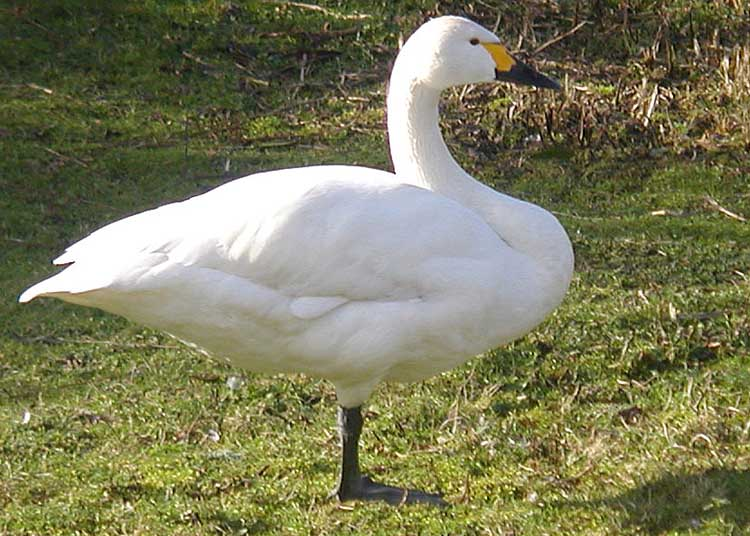
Cygnus columbianus bewickii, cisne chico
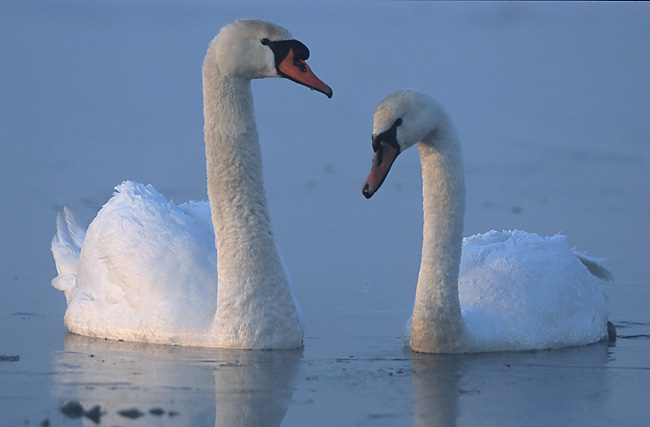
Cygnus olor, cisne vulgar
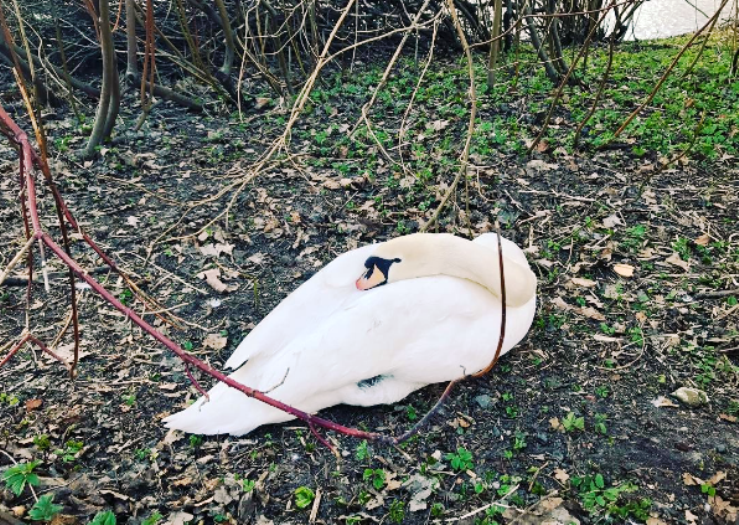
Cisne en reposo
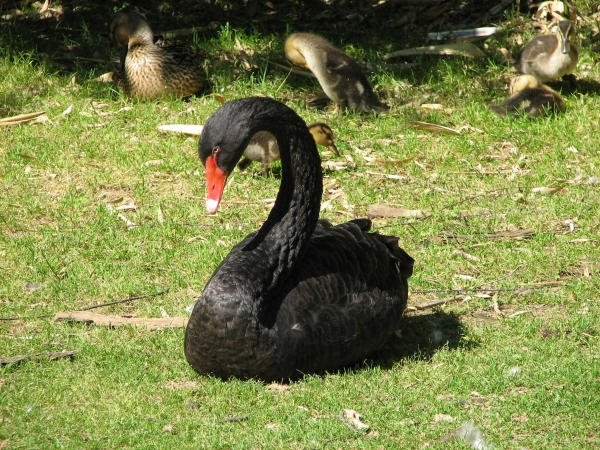
Cygnus atratus, cisne negro
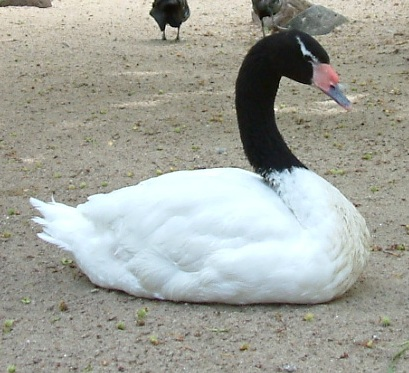
Cygnus melancoryphus, cisne de cuello negro
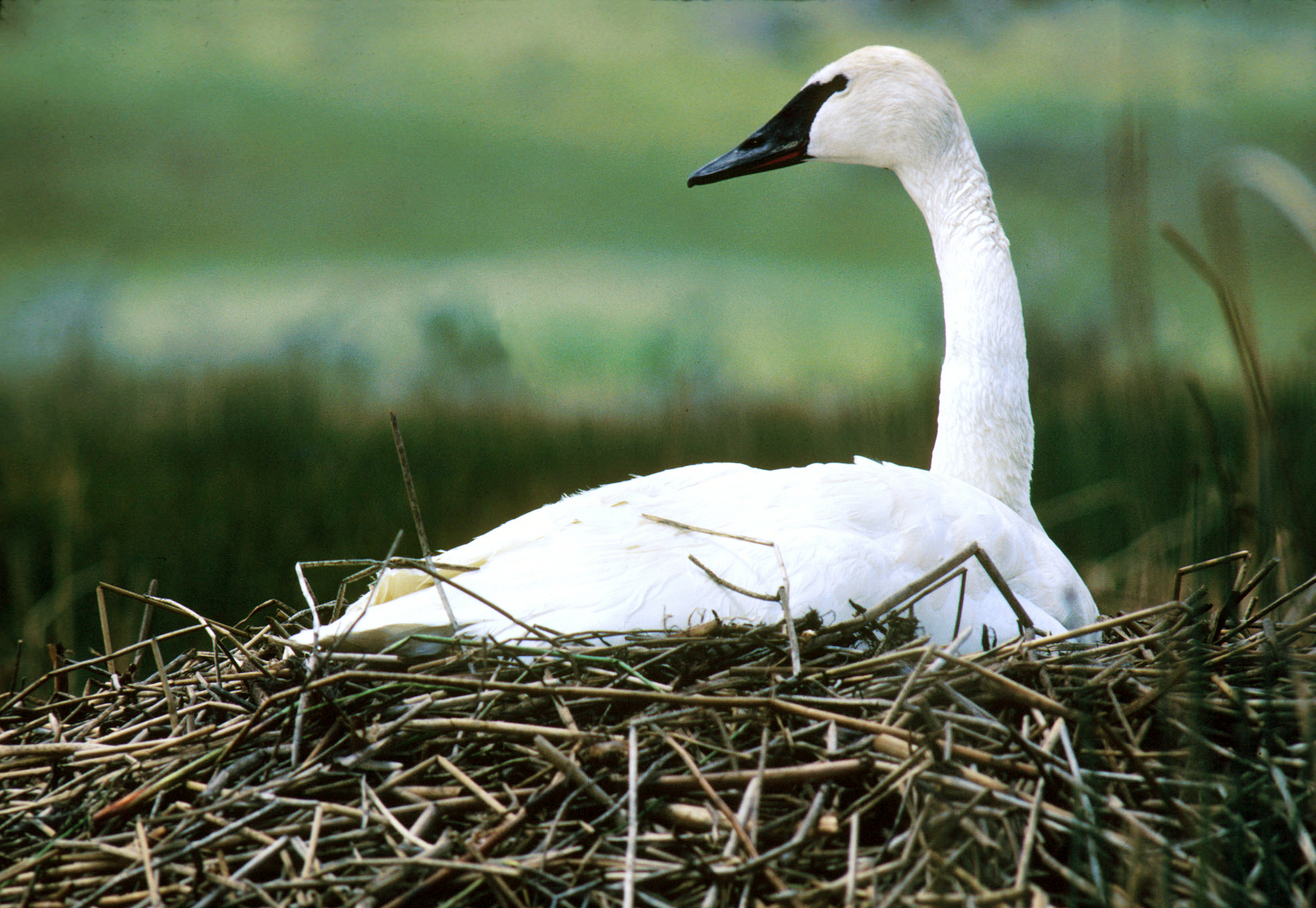
Cygnus buccinator, cisne trompetero
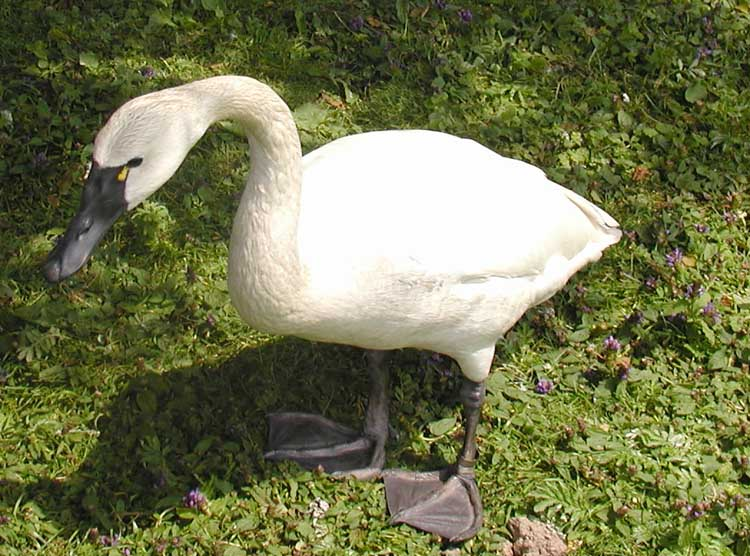
Cygnus columbianus columbianus, cisne silbador

## En la cultura

### Motivos europeos
Muchos de los aspectos culturales hacen referencia al cisne mudo de Europa. Quizá la historia más conocida sobre un cisne sea la fábula "El patito feo". Los cisnes son a menudo un símbolo de amor o fidelidad debido a sus relaciones duraderas y aparentemente monógamas. Véanse las famosas óperas de Wagner relacionadas con los cisnes Lohengrin y Parsifal.

### Como alimento
La carne de cisne era consideraba un alimento de lujo en Inglaterra en el reinado de Isabel I de Inglaterra. De esa época se conserva una receta de cisne al horno: "Para hornear un cisne, escáldalo y quítale las espinas, y hiérvelo, luego sazónalo muy bien con pimienta, sal y jengibre, luego ponlo con manteca de cerdo, y colócalo en un ataúd hondo de pasta de centeno con mucha mantequilla, ciérralo y hornéalo muy bien, y cuando esté horneado, llena el orificio de ventilación con mantequilla derretida, y así guárdalo; sírvelo como haces con el pastel de carne."
La Ilustre Hermandad de Nuestra Señora, una cofradía religiosa que existió en 's-Hertogenbosch a finales de la Edad Media, tenía 'miembros jurados', también llamados 'hermanos cisnes' porque solían donar un cisne para el banquete anual.

### Heráldica
| |
| Un cisne representado en el escudo de armas de Joutseno, un antiguo municipio de Carelia del Sur, Finlandia. |

| |
| "Łabędź" (polaco para "Cisne") es un escudo de armas polaco-lituano que fue utilizado por muchas szlachta polacas y Bajorai lituanas (nobles) bajo la Mancomunidad polaco-lituana. La variante aquí dada es el escudo de armas de la familia del escritor Henryk Sienkiewicz. |

### Mitología griega
Los cisnes tienen una fuerte presencia en la mitología. En la mitología griega, la historia de Leda y el cisne cuenta que Helena de Troya fue concebida en una unión de Zeus disfrazado de cisne y Leda, reina de Esparta.
Otras referencias en la literatura clásica incluyen la creencia de que, al morir, el cisne mudo cantaría maravillosamente -de ahí la frase canto del cisne.
Juvenal hizo una referencia sarcástica a que una buena mujer era un "pájaro raro, tan raro en la tierra como un cisne negro", de donde se obtiene la frase latina rara avis (ave rara).
El cisne mudo es también una de las aves sagradas de Apolo, cuyas asociaciones provienen tanto de la naturaleza del ave como símbolo de la luz, como de la noción de "canto del cisne". A menudo se representa al dios montando un carro tirado o compuesto por cisnes en su ascensión desde Delos.

### Leyenda y poesía irlandesa
La leyenda irlandesa de los niños de Lir trata de una madrastra que transforma a sus hijos en cisnes durante 900 años.
En la leyenda El cortejo de Etain, el rey de los Sidhe (seres sobrenaturales que habitan en el subsuelo) se transforma a sí mismo y a la mujer más bella de Irlanda, Etain, en cisnes para escapar del rey de Irlanda y de los ejércitos irlandeses. El cisne ha sido representado recientemente en una moneda conmemorativa irlandesa.
Los cisnes también están presentes en la literatura irlandesa en la poesía de W.B. Yeats. "Los cisnes salvajes de Coole" se centra mucho en las características hipnotizantes del cisne. Yeats también relata el mito de Leda y el cisne en el poema del mismo nombre.

### Leyenda nórdica
En la mitología nórdica, hay dos cisnes que beben del Pozo de Urd sagrado en el reino de Asgard, hogar de los dioses. Según la Edda en prosa, el agua de este pozo es tan pura y sagrada que todas las cosas que la tocan se vuelven blancas, incluida esta pareja original de cisnes y todas las demás que descienden de ellos. En el poema Volundarkvida, o la Laica de Volund, que forma parte de la Edda Poética, también aparecen doncellas cisne.
En la epopeya finlandesa Kalevala, un cisne vive en el río Tuoni, situado en Tuonela, el reino subterráneo de los muertos. Según la historia, quien mataba a un cisne también perecía. Jean Sibelius compuso la Suite Lemminkäinen basada en el Kalevala, con la segunda pieza titulada Cisne de Tuonela (Tuonelan joutsen)'. En la actualidad, cinco cisnes voladores son el símbolo de los Países Nórdicos, el cisne cantor (Cygnus cygnus) es el ave nacional de Finlandia, y el cisne vulgar es el ave nacional de Dinamarca.

### El lago de los cisnesballet
El ballet El lago de los cisnes se encuentra entre los más canónicos de los ballets clásicos. Basado en la partitura de 1875-76 de Pyotr Ilyich Chaikovski, la versión coreográfica más promulgada fue creada por Marius Petipa y Lev Ivanov (1895), cuyo estreno fue bailado por el Ballet Imperial en el Teatro Mariinsky de San Petersburgo. Los dos papeles principales del ballet, Odette (cisne blanco) y Odile (cisne negro), representan el bien y el mal, y están entre los papeles más desafiantes creados en el ballet clásico romántico. El ballet está en los repertorios de las compañías de ballet de todo el mundo.

### Cristianismo

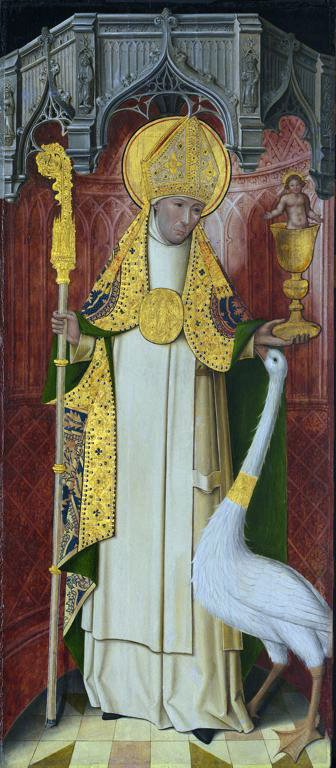
San Hugo de Lincoln con cisne

Un cisne es uno de los atributos de San Hugo de Lincoln, basado en la historia de un cisne que le era devoto.

### Literatura en lengua española
En la literatura latinoamericana, el poeta nicaragüense Rubén Darío (1867-1916) consagró el cisne como símbolo de la inspiración artística llamando la atención sobre la constancia de la imaginería del cisne en la cultura occidental, comenzando por la violación de Leda y terminando por el Lohengrin de Wagner. El poema más famoso de Darío en este sentido es Blasón - "Escudo de armas" (1896), y su uso del cisne lo convirtió en un símbolo del Modernismo movimiento poético que dominó la poesía en lengua española desde la década de 1880 hasta la Primera Guerra Mundial. Tal fue el dominio del Modernismo en la poesía en lengua española que el poeta mexicano Enrique González Martínez intentó anunciar el fin del Modernismo con un soneto titulado provocativamente, Tuércele el cuello al cisne - Retuerce el cuello al cisne (1910).

### Hinduismo
Los cisnes son venerados en el hinduismo, y se les compara con personas santas cuya principal característica es estar en el mundo sin apegarse a él, al igual que la pluma de un cisne no se moja aunque esté en el agua. La palabra sánscrita para cisne es hamsa y el "Raja Hamsam" o el Cisne Real es el vehículo de la Diosa Saraswati que simboliza el "Sattva Guna" o pureza por excelencia. Se dice que el cisne, si se le ofrece una mezcla de leche y agua, es capaz de beber sólo la leche. Por lo tanto, la diosa Saraswati, la diosa del conocimiento, es vista montando el cisne porque el cisne simboliza así "Viveka", es decir, la prudencia y la discriminación entre lo bueno y lo malo o entre lo eterno y lo transitorio. Esto es tomado como una gran cualidad, como lo muestra este verso en sánscrito:
| haṁsaḥ śveto bakaḥ śvetaḥ ko bhedo bakahaṁsayoḥ । kṣīranīraviveke tu haṁso haṁsaḥ bako bakaḥ ॥ | El cisne es blanco, la grulla es blanca, ¿cuál es la diferencia entre el cisne y la grulla? Al discriminar entre el agua y la leche, el cisne es un cisne mientras que la grulla es una grulla. |

Se menciona varias veces en la literatura Védica, y a las personas que han alcanzado grandes capacidades espirituales se les llama a veces Paramahamsa ("Cisne Supremo") debido a su gracia espiritual y a su capacidad de viajar entre varios mundos espirituales. En los Vedas, se dice que los cisnes residen en verano en el lago Manasarovar y emigran a los lagos de la India durante el invierno. Se cree que poseen algunos poderes, como la capacidad de comer perlas.

### Religiones indoeuropeas
Los cisnes están íntimamente asociados a los gemelos divinos en las religiones indoeuropeas, y se cree que en la época protoindoeuropea, los cisnes eran un símbolo solar asociado a los gemelos divinos y a la diosa del sol original indoeuropea.

### Cisnes negros
La teoría del cisne negro tiene su origen en la presunción errónea de la Antigua Roma de que los cisnes negros no existían, lo que llevó al cisne negro a ser una metáfora de algo que, en teoría, podría existir, pero no lo hace.  Tras el "descubrimiento" de los cisnes negros reales, se convirtió en una metáfora o analogía de algo, normalmente un acontecimiento inesperado o atípico, que tiene un significado imprevisto.